# Brydning under sommer-OL 1896
Brydning under sommer-OL 1896 fandt sted 10.-11. april. Der blev konkurreret i én åben klasse, og der var fem udøvere fra fire lande, der kæmpede i græsk-romersk brydning.

## Medaljer
| Brydning OL 1896 Athen | Brydning OL 1896 Athen | Brydning OL 1896 Athen | Brydning OL 1896 Athen | Brydning OL 1896 Athen | Brydning OL 1896 Athen |
| ---------------------- | ---------------------- | ---------------------- | ---------------------- | ---------------------- | ---------------------- |
| Nr.                    | Land                   | Guld                   | Sølv                   | Bronze                 | Totalt                 |
| 1.                     | Tyskland               | 1                      | 0                      | 0                      | 1                      |
| 2.                     | Grækenland             | 0                      | 1                      | 1                      | 2                      |
| Totalt                 | Totalt                 | 1                      | 1                      | 1                      | 3                      |

Medaljerne er tildelt senere af International Olympic Committee. Under de første olympiske lege var det kun vinderen, som fik en medalje, der var af sølv.

## Medaljevindere
Dem olympiske mester, Carl Schuhmann, var lettest (70 kg) og lavest (1,59 m) af deltagerne i brydekonkurrencen.
| Plads | Land             | Udøver                 |
| ----- | ---------------- | ---------------------- |
| 1.    | Tyske Kejserrige | Carl Schuhmann         |
| 2.    | Grækenland       | Georgios Tsitas        |
| 3.    | Grækenland       | Stefanos Khristopoulos |
| 4.    | Storbritannien   | Launceston Elliot      |
| 5.    | Ungarn           | Momcsilló Tapavicza    |

## Forløb
Alle deltagere stillede op i den åbne klasse, der var den eneste brydedisciplin ved legene. Kampene blev afviklet i en sandfyldt ring i den ene ende af Panathinaiko Stadion. Der var ingen tidsgrænse i kampene, der sluttede, når én af bryderne var kastet på ryggen med begge skuldre i underlaget.
Da der var fem tilmeldte brydere, måtte man gennem tre runder. I første runde mødte Carl Schuhmann briten Launceston Elliot, og tyskeren vandt trods Elliots styrke (han havde vundet medaljer i vægtløftning). Elliot var meget utilfreds med afgørelsen og hævdede, at kun en af hans skuldre havde berøring med underlaget. Men afgørelsen stod ved magt, og den utilfredse Elliot måtte eskorteres væk af den græske kronprins.
I den anden kamp i indledende runde vandt grækeren Stefanos Khristopoulos over ungareren Momcsilló Tapavicza, mens en anden græker, Georgios Tsitas, stod over.
I semifinalen stod Schuhmann over, mens de to grækere (til det græske publikums store utilfredshed) mødte hinanden. Tsita vandt, da Khristopoulos måtte opgive efter at have brækket skulderen.
Finalen stod nu mellem Schuhmann og Tsitas. Da der var gået 40 minutter uden en afgørelse, var det blevet så mørkt, at dommerne valgte at afbryde kampen for at genoptage den dagen efter. Schuhmann var ikke tilfreds med dette, da han mente, at det kun ville tage ham få minutter at besejre grækeren. Da kampen blev genoptaget dagen efter, tog det et kvarter, før Schuhmann fik sin modstander i gulvet.